# Peter Trachsel
Peter Trachsel (* 2. Mai 1949 in Schaffhausen; † 26. August 2013 in Wien) war ein Schweizer Künstler und Kunstorganisator. Durch seine soziokulturellen Projekte, die der Künstler mit dem Verein die Hasena im Prättigauer Dorf Küblis realisierte, gilt Peter Trachsel als Pionier einer ländlich verorteten partizipativen Kunst.

## Leben und Werk
Trachsel besuchte nach einer Ausbildung zum Dekorateur von 1972 bis 1973 die F+F Schule für experimentelle Gestaltung (heute F+F Schule für Kunst und Design) in Zürich und hielt von 1973 bis 1984 besonders an der F+F diverse Lehraufträge. Trachsel gehörte zu den Pionieren der Performancekunst in der Schweiz und erhielt dafür zahlreiche Auszeichnungen u. a. 1977 und 1978 das Eidgenössische Kunststipendium; insbesondere von 1977 bis 1993 zeigte er Performances in der Schweiz, Frankreich, Portugal und New York. Dokumentiert sind Arbeiten aus dieser Zeit etwa in Publikationen der F+F wie Genie gibt's (1981) und F+F Zürich. Das offene Kunststudium (1991).
1981 gründete Trachsel einen eigenen Verlag und gab seitdem die Künstlerzeitschrift Veleno heraus. Ab 1981 betrieb er den Verein die Hasena – Institut für (den) fliessenden Kunstverkehr, der zum Mittelpunkt seiner künstlerischen Tätigkeit wurde, und begann partizipativ angelegte Projekte zu initiieren. Diese entstanden meist in Kollaboration mit anderen Kulturschaffenden und oft in Einbezug von Laien. Mitte der 1980er Jahre zog er mit seiner Familie von Zürich nach Dalvazza bei Küblis im Prättigau (GR) und das ländlich geprägte Umfeld wurde zu seinem Aktionsfeld.
In Küblis wurde 2005 das Kulturzentrum Passagenhaus mit zwei Aussenbühnen eröffnet und als Trägerschaft dieses Kulturzentrums die Stiftung für (den) fliessenden Kunstverkehr gegründet. 2006 hat Peter Trachsel auf dem Areal in einem Bürocontainer ein Archiv mit Dokumentationsmaterial zu den Projekten des Vereins und seinen künstlerischen Aktivitäten angelegt, sowie eine öffentlich nutzbare Bibliothek eingerichtet. Ab 2009 umfasste das Passagenhaus zusätzlich einen Laden, eine Küche und einen Arbeits- und Schlafraum für eingeladene Künstler. Ein wichtiger Teil des Archivs von Peter Trachsel konnte 2016 ins Staatsarchiv Graubünden überführt und so für die Öffentlichkeit zugänglich gemacht werden. Die beiden von Peter Trachsel geführten Internetseiten wurden 2017 ins Webarchiv Schweiz der Schweizerischen Nationalbibliothek aufgenommen und sind dort auch offline zugänglich.
Zeitlebens hat Peter Trachsel neben diesen organisatorischen und publizistischen Aktivitäten immer auch Kunstwerke in einem eher traditionellen Sinne hergestellt. Dazu gehörten Zeichnungen, Skulpturen, Fotografien und eine beträchtliche Anzahl von Kunst-am-Bau-Projekten (insbesondere im Kanton Graubünden).

## Ausstellungsbeteiligungen
- Plastik Lindau, 1973
- Kunstmacher, Museum zu Allerheiligen, Schaffhausen, 1973
- Musée Rath Genève, 1975
- Galeria Flaviana Locarno, 1980
- Kunstmacher, Museum zu Allerheiligen, Schaffhausen, 1980
- Biennale de Paris, 1980
- Œuvres plastiques Lyon, 1981
- Prospekt Raum Luzern, 1981
- Scultura Gambarogno, 1982
- Art sin tumas Domat/Ems, 1983
- Aargauer Kunsthaus Aarau, 1984
- Fri Art – Centre d’art contemporain Fribourg, 1985
- The Kitchen New York, 1985
- Scultura Svizzera Parco di Orselino, 1987
- Schweizer Eisenplastik Dietikon, 1989
- Helmhaus Zürich, 1989
- Passagen Skulptur Bad Ragatz, 1990
- Skulpturen Aktionen Tösstal, 1993
- Skulpturengarten Thusis, 1995
- Galerie Luciano Fasciati Chur, 1996
- 1. Triennale der Skulptur Bad Ragatz, 2000
- Bündner Kunstmuseum Chur, 2002
- 2. Schweizerische Triennale der Skulptur Bad Ragaz und Vaduz, 2003
- Galerie Luciano Fasciati Chur, 2003
- Panzerhalle Berlin, 2003
- 9e Triennale de sculpture contemporaine Bex, 2005
- Galerie Repfergasse 26 Schaffhausen, 2006
- Bündner Kunstmuseum Chur, 2006
- Galaria Fravi Domat/Ems, 2008
- Galerie Tuchamid, 2008
- Galerie Edition Z Chur, 2013
- Helmhaus Zürich, 2013

## Projekte
- Aufführungsladen Schaffhausen, 1977–78
- Hasena Kunsthalle, 1981–83 (wandernde Ausstellungsvitrine in Privatwohnungen und Institutionen)
- Hasena, Eingriffe in die Intimsphäre, 1983–86 (künstlerische Eingriffe in Privatwohnungen)
- 19 Vorträge für die Kunst, Shedhalle Zürich 1985 (künstlerische Vortragsreihe)
- Hasena, Hausmusik, 1987 (Auftritte in Privatwohnungen in zehn Schweizer Städten und Schallplattenedition)
- Zwischenlaute I/II, 1989–1990 (mobile Hochsitze mit Hörstation auf öffentlichen Plätzen in der Ostschweiz)
- Kunstkiste I/II/III/IV, Küblis Dalvazza, 1995–2000 (Kunst in Blumenkisten)
- Tausenddinge, 1996 (partizipative Skulptur an mehreren Orten in Graubünden)
- Zur falschen Zeit am falschen Ort, Küblis Dalvazza, 1999 (Veranstaltungsreihe mit Performances, Konzerten und Lesungen)
- Kunst. Die Ausstellung, Küblis Dalvazza, 2000/01 (Ausstellung mit Laienkunst in Industriehalle)
- il cubo chiaro, Küblis Dalvazza, 2001 (partizipative Skulptur im öffentlichen Raum)
- Rumor, Sta. Maria (GR), 2002 (Kunst im öffentlichen Raum)
- Starres Gesicht – wacher Geist, 2003, (Residency für ausländische Kunstschaffende anlässlich 200-Jahr-Feier der Zugehörigkeit Graubündens zur Eidgenossenschaft)
- Flüchtige Behausung, Chur, 2004 (Kunstprojekt mit Zelten im öffentlichen Raum)
- (Gast)Gewerbe, Prättigau, 2006 (partizipatives Kunstprojekt mit lokalen Gewerbetreibenden)
- 14 Räume für die Kunst, Prättigau, 2008–2013 (mehrteiliges Kunstprojekt in sieben Gemeinden, aufgenommen in den Verband der Museen der Schweiz)[4]
- (Gast)Gewerbe, Wolkersdorf bei Wien, 2011 (partizipatives Kunstprojekt mit lokalen Gewerbetreibenden)
- Chur durchwühlen, Chur, 2013 (Kunstaktionenreihe mit dem Theater Chur im öffentlichen Raum).

## Beteiligt an der Hasena (sog. «TeilgeberInnen»)
Kristina Ambrosch, Iris Andraschek-Holzer, Mathias Balzer, Alois Baumberger, Ruedi Bechtler, Hannes Binder, Elisabeth Blum, Urs Blum, Andres Bosshard, Peter Bosshard, Angelika Böck, Martin Breindl, Kornelia Bruggmann, Thomas G. Brunner, Sibilla Caflisch, Evelina Cajacob, Annatina Caprez, Liliane Csuka, Andy Czech, Rudolf de Crignis, Etienne Descloux, Jan Dudesek, Bogomir Ecker, Nold Egenter, Luciano Fasciati, Katrin Gantenbein, Karen Geyer, Charlotte Gohs, Micha Hächler, Ute Haferburg, Emanuel Halpern, Julie Harboe, Georg Friedrich Haas, Hans-Joachim Hespos, Joa Jselin, Bernhard Kathan, San Keller, Birgit Kempker, Peter Killer, Marietta Kobald, Tony Lauber, Valerian Maly, Muda Mathis, Hansjörg Mattmüller, Wolfgang Müller, Victorine Müller, Boris Nieslony, Hans Raimund, Christoph Rösch, Ursina Rösch, Eliane Rutishauser, Christoph Rütimann, Antje Schiffers, Klara Schilliger, Hanna Schimek, Urs Stahel, Doris Stauffer, Conrad Steiner, Rudolf Steiner, Beat Stutzer, Theophil Urech, Rolf Vieli, Valentina Vuksic, Katrin Wächter, Yost Wächter, Teres Wydler, Reto Zindel, Thomas Zindel, Michael Zinganel, Sus Zwick.

## Publikationen
- Peter Trachsel: [Schale]. [Text: Birgit Kempker]. [Chur]: [Edition Z], 2012 (Kunstedition).
- [Peter Trachsel]: (Gast)Gewerbe. KünstlerInnen begleiten Gewerbetreibende und vice versa: ein Projekt der Hasena im Rahmen von Strategien im Ländlichen Raum V, A-2120 Wolkersdorf. Dalvazza/Küblis: dieHasena, 2010.
- Peter Trachsel: Ente (m). Flaach: Edition SchwarzHandPresse, 2010.
- Peter Trachsel (Hrsg.): Wahrnehmungsschulung. Ein Seminar mit Wolfgang Müller. Dalvazza/Küblis: dieHasena, 2010.
- [Peter Trachsel (Hg.)]: Die flüchtige Behausung. Dalvazza/Küblis: dieHasena, 2003.
- [Peter Trachsel (Hg.)]: Das Buch zu: Kunst. Die Ausstellung. [mit Boris Nieslony, Marietta Kobald Walli, Evelina Cajacob, Peter Trachsel, Andrea Sonder u. a.]. Dalvazza/Küblis: dieHasena, 2000.
- Peter Trachsel (Hrsg.): Die Tischrede. links die Gabel, rechts das Messer und der Löffel, in der Mitte der Teller. Gehalten von Peter Trachsel. Mit Thomas G. Brunner u. a. Dalvazza/Küblis: Hasena, 2000.
- [Peter Trachsel (Hg.)]: 1 + 1 = 1. [Beilage zu Veleno Nr. 45]. Dalvazza/Küblis: Hasena, 1998 (mit Audio-CD).
- [Peter] Trachsel: DAs ZWischenStand. Ton/Musik, oder, Die unendliche Säule im Kopf. Dalvazza/Küblis: Hasena, P. Trachsel, 1994.
- Peter Trachsel: Zwischen. Tra = Entre. Dalvazza/Küblis: Hasena, 1993 (mit Tonbandkassette).
- Veleno. Die Fliessbildkunstverkehrsschrift, Nr. 1 (1981) – Nr. 53 (2003).